# Lysandra unipuncta
Lysandra unipuncta är en fjärilsart som beskrevs av Courv. 1903. Lysandra unipuncta ingår i släktet Lysandra och familjen juvelvingar. Inga underarter finns listade i Catalogue of Life.